# آلپرشالیهورن
آلپرشالیهورن (به لاتین: Alperschällihorn) یک کوه در سوئیس است که در کانتون گراوبوندن واقع شده‌است. آلپرشالیهورن ۳٬۰۳۹ متر بالاتر از سطح دریا واقع شده‌است.